# Yuris Silovs
Yuris Silovs (Unión Soviética, 30 de agosto de 1950-Rusia, 28 de septiembre de 2018) fue un atleta soviético, especializado en la prueba de 4 x 100 m, en la que llegó a ser subcampeón olímpico en 1972.

## Carrera deportiva
En los JJ. OO. de Múnich 1972 ganó la medalla de plata en los relevos 4 x 100 metros, con un tiempo de 38,50 segundos, llegando a meta tras Estados Unidos (oro con 38,19 segundos, que fue récord del mundo) y por delante de Alemania Occidental (bronce), siendo sus compañeros de equipo Vladimir Lovetskiy, Aleksandr Kornelyuk y Valeriy Borzov.